# Another Perfect World
Another Perfect World è il settimo album in studio da solista del cantante statunitense Peter Cetera, pubblicato nel 2001.

## Tracce
1. Perfect World (Jim Weatherly, Peter Cetera) – 4:59
2. Rain Love (Chris Pelcer, Robert White Johnson, Al Denson) – 4:03
3. Just Like Love (Pelcer, Leslie Mills) – 3:38
4. Feels Like Rain (Karla Bonoff, Cetera) – 4:43
5. I'm Coming Home (Pelcer, Katinka Hartcamp) – 4:23
6. It's Only Love (John Lennon, Paul McCartney) – 3:28
7. Rule the World (Pelcer, Mills) – 5:08
8. Have A Little Faith (J.D. Martin, Cetera) – 5:45
9. Only Heaven Knows (Jamie Houston, Martin) – 5:38
10. Whatever Gets You Through (Pelcer) – 4:44